# スタノール
スタノール(Stannole)は、化学式(CH)4SnH2の複素環式化合物である。メタロールに分類され、スズを含む不飽和の五員環を持つ。窒素がスズに置換した、ピロールの構造アナログと見ることもできる。
1λ2-スタノールの化学式はC4H4Snであり、スズ原子上に水素原子を持たず、+2の酸化状態にある。

## 反応
1,1-ジブチルスタノールは、淡黄色の油で、1,4-ジリチオ-1,3-ブタジエンと二塩化ジブチルスズから生成する。
例えば、1,1-ジメチル-2,3,4,5-テトラフェニル-1H-スタノールは、1,4-ジリチオ-1,2,3,4-テトラフェニル-1,3-ブタジエンと二塩化ジメチルスズから生成する。
1,1-二置換スタノールは、2分子のアセチレンと有機スズ分子SnR2の[2+2+1]環化付加反応で生成する。